# Американски мастодонт
Американският мастодонт (Mammut americanum) е изчезнал представител на разред хоботни. Външно е наподобявал на съвременния слон, с разликата, че при мастодонта бивните са били по-издължени. Той е един от двата известни вида мастодонти, заедно с мастодонта на Борсън, наричан още мастодонт от Стария свят.

## Ареал и физическа характеристика
Американските мастодонти са обитавали големи територии от Северна и Южна Америка. Фосили от тях са намирани на стотици места от Аляска до Патагония. Това са били доста едри животни – възрастните индивиди са достигали до 4 m височина, 5,5-6 m дължина и тегло 8000 – 11 000 кг.

## Причини за изчезването на вида
Счита се, че освен климатичните промени, основна причина за изчезването на мастодонтите като цяло е епидемия от туберкулоза, покосила популациите на вида преди 10 000 години.